# Józef Galica (generał)
Józef Galica (ur. 18 marca 1965 w Zakopanem) – polski strażak, nadbrygadier Państwowej Straży Pożarnej.

## Życiorys
Jest absolwentem Szkoły Głównej Służby Pożarniczej w Warszawie oraz studiów podyplomowych na Krakowskiej Szkole Wyższej im. Andrzeja Frycza Modrzewskiego. Był między innymi zastępcą małopolskiego komendanta wojewódzkiego Państwowej Straży Pożarnej. 21 stycznia 2015 został powołany na stanowisku mazowieckiego komendanta wojewódzkiego Państwowej Straży Pożarnej w Warszawie. 2 maja tego samego roku odebrał akt mianowania na stopień nadbrygadiera z rąk prezydenta RP Bronisława Komorowskiego. W kwietniu 2016 przeszedł na emeryturę. W lutym 2024 został powołany na stanowisko zastępcy Komendanta Głównego Państwowej Straży Pożarnej.

## Wybrane odznaczenia
- Srebrny Krzyż Zasługi – 2010[4][1]
- Brązowy Krzyż Zasługi – 2002[5]
- Złoty Medal za Długoletnią Służbę – 2025[6]
- Srebrny Medal za Długoletnią Służbę[1]
- Złoty Medal „Za zasługi dla obronności kraju”[1]